# Nélida Zaitegi
Nélida Zaitegi de Miguel (Abanto Ciérvana, Vizcaya, 17 de octubre de 1946) es una maestra y pedagoga promotora de la construcción de convivencia positiva en los centros educativos, de la prevención y actuación ante casos de acoso escolar entre iguales.  

## Trayectoria
Nélida Zaitegi de Miguel, maestra y pedagoga, nació en Abanto Ciérvana el 17 de octubre de 1946. Su trayectoria profesional comenzó en 1967 como docente en la escuela pública, siendo también directora, inspectora de Educación y responsable de programas de innovación educativa del departamento de Educación del Gobierno Vasco: Convivencia y paz, Habilidades para la vida y Formación de equipos directivos.
Es en esta etapa cuando se produce el suicidio de Jokin Ceberio y el tema del acoso escolar cobra un protagonismo central generándose un profundo debate en la comunidad educativa vasca y estatal. Ella será la encargada de gestionar el acompañamiento en esos momentos iniciales del profesorado y alumnado del centro y también de liderar y coordinar el diseño de reflexión y formación general del profesorado, por un lado, en torno al bullying y la elaboración de los protocolos y guías de actuación ante el acoso escolar en Euskadi y, por otro, de promover la convivencia positiva como marco para la elaboración y puesta en marcha de planes de convivencia en cada comunidad educativa. Una de las medidas que más interés y seguimiento suscitó por parte de otras CCAA fue la creación de un buzón electrónico para la denuncia de situaciones de maltrato entre iguales. 
Es también coordinadora de la aplicación del "Contrato-Programa por una Nueva Educación" en varios centros de toda España. Además ha sido presidenta de FEAE Euskadi (Foro Europeo de Administradores de Educación), miembro del Consejo de Innovación Social de Innobasque, directora de la revista OGE (Organización y Gestión Educativa), vicepresidenta de CONVIVES (Asociación para la convivencia positiva en la escuela), directora de la revista CONVIVES además de formadora y asesora tanto en centros educativos como de formación de profesorado de diferentes CCAA.
Es miembro del Observatorio Estatal de la Convivencia Escolar desde 2011. Miembro de Forum Europeo de Administradores de la Educación de Euskal Herria. En marzo de 2017 asumió el cargo de presidenta del Consejo Escolar de Euskadi. cesando en el cargo el 2020.
 

Es autora de numerosos libros, publicaciones e investigaciones en el ámbito educativo, profundizando fundamentalmente en temas como la convivencia, la evaluación y la autoevaluación de centros educativos, la coeducación, o el análisis de valores sexistas en los libros de texto, entre otros.
La escuela y la sociedad tienen que ser promotoras de justicia social, reforzar la igualdad de oportunidades y generar bienestar.. Y el gran reto de las administraciones es hacer que todo esto sea verdad, optimizando todos los recursos (profesorado, espacios, tiempo…) y dotando a la comunidad de los recursos necesarios para una educación de excelencia para todos. Nélida Zaitegui. 
 La escuela constituye el marco privilegiado para educar al alumnado en la democracia, proporcionándole las herramientas adecuadas para aprender a elegir, tomar decisiones responsables y actuar desde la implicación y la corresponsabilidad en los asuntos que le afectan. La participación real en la vida escolar permitirá dotarles de las competencias participativas básicas y posibilitará en el futuro su transferencia a la vida en sociedad. Nélida Zaitegui. 

## Publicaciones
- "La coeducación como transversal" (2005) en El género quebrantado[23]
- Cómo elaborar y seleccionar materiales coeducativos (1993) EMAKUNDE, Gobierno Vasco.[24]
- Respuestas a los problemas de disrupción desde la Comunidad Autónoma del País Vasco.[25]
- Trabajando en la prevención del maltrato (1995) EMAKUNDE, Gobierno Vasco.[26]
- ¿Qué puede / debe hacer la Administración educativa? en La convivencia y los conflictos en el ámbito escolar.[27]
- Guía para la elaboración del Plan de Convivencia Anual (PCA)[28]
- Autoevaluación del centro educativo Taller de evaluación: Modelo de gestión evaluativa GE-Rs[29]

## Premios y reconocimientos
- 2016 Mención Especial Premios CODAPA[30]
- 2021 Ingreso en la Orden Civil de Alfonso X el Sabio, con la categoría de Encomienda.[31]
- 2023 Socia de Honor de la Red Española de Aprendizaje Servicio (REDAPS) [32][33]